# Premier livre de pièces de clavecin de Rameau
Pour les articles homonymes, voir Premier livre de pièces de clavecin.

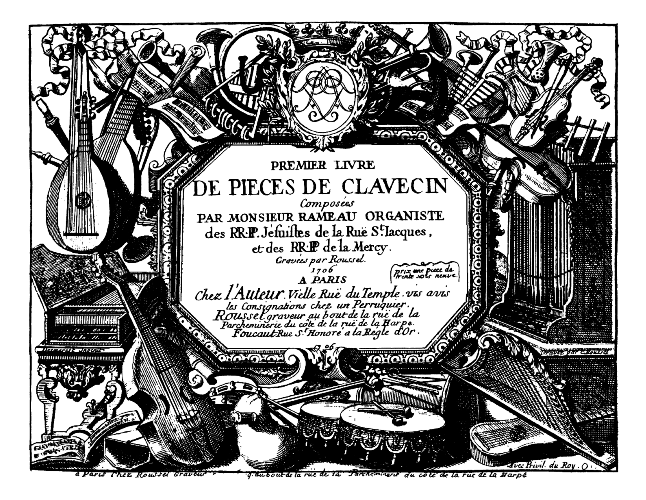
Frontispice du Premier livre de pièces de clavecin

Le Premier livre de pièces de clavecin de Jean-Philippe Rameau paraît en 1706 lors du premier séjour de Rameau à Paris. L'ouvrage est un des nombreux recueils de pièces pour le clavecin qui paraissent à Paris pendant la décennie 1700-1710. Le musicien est alors âgé de vingt-trois ans. C'est aussi la toute première des œuvres que nous possédons de lui.
Cet ensemble de neuf pièces en La mineur/Majeur épouse de façon assez libre la structure de la suite de danses classique, avec quelques particularités : le prélude initial est un morceau hybride en deux parties ; la première est non mesurée, dans la tradition des luthistes, de Louis Couperin ou de son modèle Louis Marchand - Rameau ne reviendra jamais à cette forme alors en désuétude ; elle est suivie d'une seconde partie en 12/8 qui évoque une gigue à l'italienne ; il y a deux allemandes, et une seule courante (c'est plutôt l'inverse de l'usage courant) ; les autres danses habituelles suivent dans un ordre non conventionnel (Gigue, Sarabande, Gavotte, Menuet) entrecoupées d'une "Vénitienne" dont la mélodie évoque peut-être des souvenirs d'Italie, mais sous la forme d'un rondeau à la française. Aucune autre pièce ne porte de nom, contrairement à l'usage qui tend à s'établir et que, plus tard, répandra particulièrement François Couperin.
Ce premier livre paraît avoir été oublié dès l'époque de Rameau : connu de Maret et Decroix, il semble ignoré de Chabanon
 et l'éditeur Farrenc, au XIXe siècle contestait formellement son existence, avant sa  redécouverte en 1895 lorsque commença l'édition des Œuvres Complètes sous la direction de Saint-Saëns chez Durand.

## «Suite» en la mineur
- Prélude (non mesuré)
- Allemande
- Allemande
- Courante
- Gigue
- Sarabande
- Sarabande
- Vénitienne
- Gavotte
- Menuet

## Discographie
- Premier livre de pièces de clavecin, Christophe Rousset, L'Oiseau-Lyre (The Decca Record Company) 1991 (OCLC 660105639)